# La stirpe dell'Aquila
La stirpe dell'aquila (The Eagles' Brood) è il terzo volume delle Cronache di Camelot, la serie di Jack Whyte. È stato pubblicato dalla Piemme.
Nella fortezza di Camelot la civiltà romana resiste agli attacchi delle tribù barbare. Il nuovo comandante dell'insediamento è Merlino, un capo capace e giusto, in cui tutti, sia celti sia romani, confidano. Merlino è il sottile stratega. Suo cugino, Uther Pendragon, futuro padre di Artù, è il guerriero instancabile. Sono nati lo stesso giorno e sono come due gemelli. Se qualcuno vuole impadronirsi della colonia, deve riuscire a separarli.
Si raccontano le vicende di Caio Merlino e del cugino Uther, dalla più tenera infanzia fino ai trant’anni, attraverso i decenni e i grandi mutamenti della Britannia durante il disgregamento dell’Impero romano.

## Trama
La storia, narrata da un Merlino ormai anziano, riprende la narrazione lasciata nel libro precedente, nel 401 d.C. anno di nascita di Merlino e di morte di Caio Britannico per mano di Claudio Seneca. Nello stesso anno, Pico, il padre di Merlino, viene richiamato a Milano da Stilicone per far fronte all'invasione dei Vandali di Alarico portandosi dietro tutti gli uomini disponibili e pochi dei molti cavalli da guerra presenti in Britannia. 
Publio Varro, nuova guida della colonia, utilizzando il sigillo del defunto Caio Britannico, e l'autorità di Legatus Emericus delle truppe irregolari della Britannia sud-occidentale conferita nel libro precedente a Caio da Stilicone, fa consegnare alla colonia tutti i cavalli da guerra lasciati indietro da Pico ammontanti a quasi settecento animali, quintuplicando in una sola volta il numero di animali disponibili a Camulod.
Questo ha una immediata ricaduta sulle forze militari disponibili alla colonia che si trasformano da una forza principalmente di fanteria appiedata in un grande gruppo di cavalleria e riducendo la fanteria a compiti di guarnigione.
Merlino viene allevato da Varro e Ullic re dei Celti Pendragon che gli fanno da tutori, apprendendo dal primo la storia della colonia e l'arte del fabbro e dal popolo del secondo i segreti dei druidi. Lui e Uther Pendragon sono cugini uniti da un fortissimo legame anche se Uther si distingue dal cugino per ferocia e valore in battaglia non avendo amore per i libri o altre conoscenze al contrario di Merlino.
Tra il 401 e il 407 la presenza romana in Britannia si va a esaurirsi con la partenza delle ultime truppe romane nel 406/407 sotto Costantino III. Camulod rimane l'unico presidio di ordine romano sull'isola mentre il resto del territorio è alla mercé di Iuti, Danesi, Angli, Sassoni, Pitti e Scoti. Già a otto anni Uther e Merlino si ritrovano in una imboscata di Sassoni mentre sono sulla via per tornare Camulod dalle terre dei Pendragon. Nell'imboscata però Merlino ritrova suo padre Pico, fuggito e tornato in Britannia dopo la morte di Stilicone. 
Pico prende il comando militare di Camulod guidandone le forze congiuntamente a quelle dei Pendragon (armati dei loro pericolosi archi lunghi) in azioni contro gli avamposti dei predoni barbari. 
Questo nuovo attivismo comporta una serie di cambiamenti. Il diffondersi delle notizie riguardanti la colonia provoca verso di essa un afflusso di migranti desiderosi di rifugiarsi sotto la sua sicurezza. I coloni, non potendo sfamare tutti, sono costretti però ad accettare solo artigiani capaci e coloro che sono abili a servire sotto le armi e ad approntare una serie di posti di sorveglianza per respingere gli altri. La forza militare di Camulod cresce, seppure non ci siano cavalli per tutti i nuovi soldati, e vengono costruiti dei nuovi accampamenti attorno a cui si insediano nuove famiglie che cominciano a coltivare nuova terra.
Vista l'efficacia dimostrata in battaglia, la fabbricazione di archi lunghi di tasso diviene immediatamente importante per il popolo celta di Ullic dando il compito di reperire il legno ai druidi della propria gente. Tuttavia almeno inizialmente gli archi devono rimanere nel territorio celta per permettere a tutti di addestrarsi al loro utilizzo. Viene dunque costruita una linea di torri di segnalazione per mantenere la comunicazione tra i due popoli. 
Merlino e Uther crescono e quando sono alla soglia dei dodici anni devono affrontare tre grandi lutti. Nel giro di poco tempo muoiono il vecchio fabbro Equo, il vecchio vescovo Alarico e re Ullic, colpendo profondamente Publio Varro.
Successivamente, grazie a un gioco di Merlino, Varro riesce a capire il funzionamento della sella con le staffe che quattordici anni prima aveva trovato a un franco durante lo scontro alla villa di Vegenzio Sulla. La scoperta rivoluziona la cavalleria di Camulod.
La colonia viene poi visitata da Emrys Lot duca di Cornovaglia, insieme a suo figlio Gulrhys, attirato dalle voci su di essa. Padre e figlio si dimostrano entrambi maleducati ma il giovane Lot offende Uther e sua madre e per questo viene sfidato dal giovane Pendragon che quasi lo uccide nonostante il tentativo di Merlino di impedire il duello. Questo segna l'inizio della faida fra i protagonisti e i duchi di Cornovaglia.
Quando Merlino e Uther hanno diciotto anni, Publio Varro muore a seguito di una caduta da cavallo. Prima di morire però affida a Merlino il compito di continuare ad allevare e aumentare il numero dei cavalli di Camulod, di ricreare le legioni romane e di custodire segretamente Excalibur per donarla a colui che riconoscerà come re di Britannia.
Passa il tempo e durante un giro di pattuglia Uther e Merlino si imbattono in una ragazza sordomuta in mezzo ai cadaveri di quelli che sembrano i suoi genitori. La ragazza viene chiamata Cassandra, e viene portata a Camulod. Durante una serata in compagnia di alcune prostitute Uther cerca di farsi praticare una fellatio dalla ragazza che per tutta risposta lo morde nelle parti intime provocandone la rabbia furente. La mattina successiva la ragazza viene ritrovata orribilmente picchiata a bastonate e stuprata a sangue. Merlino sospetta subito di Uther che dopo gli eventi della notte precedente si è allontanato da Camulod. 
Merlino a questo punto agisce sia per proteggere Uther da sospetti facendo trasferire le uniche testimoni della scena della sera prima, le prostitute, a Glevum sotto la scorta di soldati fidati sia per proteggere la ragazza dall'eventuale colpevole facendola segretamente trasferire in una casa in una valle di sua conoscenza nota a pochi e affidandola alle cure di Daffyd, un druido suo amico. Questo trasporto avviene in segreto e per distrarre gli uomini a guardia dell'infermeria di Camulod, Merlino racconta un suo ipotetico sogno in merito alla ragazza, gettando così i semi della futura leggenda dei suoi poteri magici.
Grazie a una chiacchierata prima con suo padre Pico e poi con sua zia Luceia, i sospetti di Merlino su Uther si attenuano concentrandosi invece su un sinistro prete, di nome Remo, cacciato da Camulod da Luceia la sera stessa dell'aggressione a Cassandra.
Passano le settimane e Merlino visita spesso la valle segreta, che comincia a chiamare Avalon, andando a trovare la ragazza in via di guarigione e di cui comincia a innamorarsi.
Giungono notizie dalla Cornovaglia dove Gulrhys Lot dopo aver costruito un grande castello si è dichiarato re di Cornovaglia. Tuttavia le sue mire lo spingono ad attaccare i territori di Camulod nel momento in cui alcuni Scoti di Ibernia sbarcano vicino alla frontiera nord della colonia in un attacco palesemente coordinato. Merlino guida la sua cavalleria in una battaglia dove la maggior parte dei nemici viene distrutta. Ai superstiti viene consentito di tornare alle loro navi solo dopo che il loro principe accetta di arrendersi e consegnarsi a Merlino per restare prigioniero cinque anni. Il principe afferma di essere Donuil figlio dell'Alto Re Athol e che l'alleanza fra Lot e suo padre sarà presto cementata dal matrimonio fra Lot e sua sorella Ygraine.
Tornati a Camulod, Pico e Merlino hanno modo di assistere al ritorno di Uther con alcuni ambasciatori di Lot. Uther racconta loro di aver perso molti uomini in un'imboscata degli uomini di Lot per colpa delle loro frecce avvelenate e di essere giunto fin sotto le mura della fortezza di legno di Lot per poi tornare indietro con i due ambasciatori. Donuil parlando con Merlino afferma di riconoscere i due ambasciatori perché in precedenza i due avevano visitato suo padre. Afferma di trattarsi di Caspar e Memnone due assassini egiziani maestri di veleni e arti segrete. A questo punto Merlino con la sua spiccata intelligenza strategica capisce che in realtà si tratta di una trappola di Lot per guadagnare con i due "ambasciatori" mentre il suo esercito si muove su Camulod: probabilmente i due sono in realtà spie e le forze nemiche in realtà si trovano molto vicino alla colonia. Merlino insieme al padre e Uther escogita una contromossa e fa gettare in cella i due egiziani. Dopo una manovra di concentramento a nord, Merlino e Uther guidano la cavalleria del loro popolo contro le forze di Lot. Il nemico assedia Camulod con un esercito di più di cinquemila uomini ma la cavalleria pesante dei Britanni riesce a vincere scacciando il nemico con gravissime perdite. Tuttavia anche Camulod subisce la perdita di moltissimi cavalli e uomini oltre a perdere il comandante Pico, ucciso nel sonno durante l'assedio nemico, e la stessa Camulod vede la distruzione di molti dei suoi edifici. 
Durante l'assedio avviene anche un altro fatto: nella notte Caspar e Memnone, non si capisce come, riescono a fuggire dalla loro cella uccidendo tutte le guardie di sorveglianza. Fanno dunque entrare dentro le mura della colonia alcuni uomini di Lot e prendono in ostaggio Luceia con una dozzina di servitori chiudendosi dentro uno degli edifici di Camulod. Merlino tratta nel tentativo di salvare la zia. Dopo aver convinto Donuil ad aiutarlo in cambio della sua immediata liberazione e sapendo che i due assassini non sono a conoscenza del patto di non belligeranza di cinque anni stretto con il suo popolo, offre di scambiarlo per la morte degli uomini di Lot nascosti con loro e della libertà dei servi in ostaggio. I due accettano ben consapevoli che la sola persona importante sia Luceia, uccidono dunque i loro uomini tramite della spine avvelenate e lasciano liberi i servi. A questo punto Donuil apparentemente viene liberato dalla sua prigiona da Merlino ed entra nell'edificio dove Memnone tiene in ostaggio Luceia sotto minaccia di avvelenarla mentre Caspar esce per trattare un salvacondotto in cambio della vita di Luceia. Donuil agisce in fretta uccidendo Memnone e Merlino prende prigioniero Caspar che in seguito ucciderà con una delle sue stesse frecce avvelenate.
Per riconoscenza per le sue azioni, Merlino offre la libertà a Donuil il quale però desidera ormai rimanere a Camulod e divenire assistente di Merlino sul modello di quanto il vecchio Tito lo fosse per Pico e di potersi stabilire alla colonia affermando che in patria sarebbe soltanto il sesto figlio del re e per questo molto lontano dal poter occupare una posizione di potere come potrebbe far lì. 
Merlino dopo il solenne funerale del padre prende dunque il comando di Camulod avviandone la ricostruzione e l'ampliamento della fortezza con una nuova cinta muraria alla base della collina su cui sorge la cittadina fortificata. Divide così il suo tempo fra il suo nuovo ruolo e la valle di Avalon dove vive la sua storia d'amore con Cassandra.
Dopo aver recuperato l'arsenale segreto degli assassini egiziani (che diverrà con il tempo la fonte dei "poteri magici" di Merlino) giunge la notizia della morte di Uric, il padre di Uther. A questo punto il ragazzo è chiamato a divenire il re dei Pendragon.
Alla colonia poi giungono nuove notizie in merito a una disputa teologica che sta per svolgersi a Verulamium. Già in passato la colonia era stata meta di un gruppo di preti fanatici seguaci della nuova dottrina di Agostino di Ippona e delle nuove idee diffusesi a Roma (una chiesa verticale con a capo il vescovo di Roma, una nuova considerazione delle donne come fonte di peccato, il monachesimo, ecc.) che con modi sgarbati avevano tacciato il popolo di Camulod, seguace delle dottrine di Pelagio (il quale nel frattempo è morto scomunicato), come eretico ingiungendo a Pico di ripudiare le pratiche fino a quel momento adottate e di abbracciare le nuove idee ecclesiastiche come il relegare le donne ai margini della vita politica e sociale della colonia. In quel frangente Pico aveva allontano e cacciato da Camulod i preti zeloti con il sostegno del Consiglio della Colonia sostenendo la bontà e l'innocenza del pelagianesimo e delle dottrine di Camulod diffusesi al tempo del vecchio vescovo Alarico. Merlino poco dopo la fine della battaglia contro gli uomini di Lot aveva quasi ucciso uno di quegli zeloti dopo che questi in preda al suo fanatismo aveva tacciato la distruzione subita da Camulod durante il breve assedio come una punizione divina per l'eresia professata dai suoi abitanti. Adesso Merlino scopre di questo nuovo dibattito teologico a cui è stato inviato, da parte del Papa, Germano d'Auxerre, un vescovo della Gallia con un passato da legato militare. Merlino dopo aver parlato con sua zia Luceia si convince a partecipare con un grosso seguito militare al fine di sfoggiare la potenza bellica della colonia.
Prima di partire, dietro insistenza di Luceia, Merlino porta la zia a conoscere Cassandra. Durante l'incontro Luceia rivela a Merlino la gravidanza di Cassandra. La ragazza viene dunque convinta a tornare a Camulod e lì si incontra con Donuil. I due rivelano di essere fratello e sorella dimostrando di saper conversare tramite un linguaggio dei segni. Donuil rivela la storia di Deirdre, il vero nome della ragazza, narrando di come ella sia figlia di suo padre re Athol e del fatto che in gioventù fosse considerata la meraviglia del suo popolo con i capelli biondo-ramati e gli occhi lilla ma che una malattia contratta in una caverna rocciosa sotto una collina piena di scheletri e tesori l'avesse quasi uccisa trasformando i suoi capelli in biondi, i suoi occhi in grigi e rendendola sordomuta. Deirdre venne rapita dal suo regno mentre il padre e il fratello si trovavano a caccia e finì a fare la serva di una coppia di erboristi, moglie e marito, fino a quando i due non furono uccisi a loro volta da una malattia. Fu a quel punto che venne trovata da Merlino e Uther. 
Il viaggio verso Verulamium consente a Merlino di rendersi conto della situazione nel resto della Britannia nel 430 d.C.: città distrutte o chiuse saldamente in sé stesse, campi spogli e barbari. Londinium risulta in preda a peste, anarchia e bande armate. 
Durante una battuta di caccia Merlino si imbatte in una battaglia fra una banda di Sassoni e un gruppo di Romani assediati dentro delle rovine. Dopo aver soccorso i Romani, Merlino scopre che alla loro testa vi è proprio Germano di Auxerre il vescovo ed ex legato che è venuto a sentire dibattere.
I due gruppi si dirigono quindi insieme a Verulamium. La città offre loro un povero spettacolo: da tempo in decadenza, non è attrezzata ad accogliere le migliaia di persone accorse ad assistere al dibattito teologico. I granai della città sono stati sequestrati da un gruppo di briganti che hanno chiesto rinforzi al resto della loro banda. Il vescovo Germano e il vescovo Patrizio di Verulamium chiedono a Merlino di intervenire, il quale decide di intercettare la banda di predoni che sta per arrivare in città. Quando sta per scoppiare la battaglia però Merlino si rende conto che deve trattarsi di qualcun altro. Infatti la truppa si rivela essere la scorta di Vortigern re di Northumbria, venuto anch'egli ad assistere al dibattito. 
Fra le file dei nuovi venuti Merlino si imbatte in un uomo simile a lui quasi come se fossero gemelli, Ambrogio Ambrosiano nipote di Giacobbe di Lindum e discendente di Boudicca. A questo punto Merlino si rende conto di avere un fratellastro nato sei mesi dopo la sua nascita e concepito da suo padre Pico quando si trovava ferito e incosciente ospite di Marco Aurelio Ambrosiano al tempo del ritiro delle legioni dalla Britannia. Parla dunque con Ambrogio che, non avendo mai conosciuto quello che credeva essere suo padre e la madre, è stato allevato da Giacobbe e da sua moglie, la sorella di sua madre. Ambrogio riconosce la verità nelle parole di Merlino e decide che una volta concluso il dibattito teologico e riaccompagnato a casa lo zio, lo raggiungerà a Camulod. 
Durante questo periodo Merlino ha anche modo di parlare con il vescovo Patrizio in merito a Remo, il prete sospettato di aver picchiato Deirdre. Il vescovo conferma i suoi sospetti riferendogli che il chierico è stato ucciso in un'altra città dopo essere stato sorpreso a picchiare con un bastone una donna. A questo punto i sospetti di Merlino su Uther cadono. 
Il dibattito va avanti e alla fine viene stabilito che il defunto vescovo Alarico e quanti fino a ora seguaci del pelagianesimo sono da considerarsi innocenti in quanto ignari dei nuovi dettami della chiesa. Germano decreta inoltre che da adesso essi dovranno abbracciare la nuova dottrina ma dovrà essere un processo lento e per favorirlo dovranno essere fondate scuole di culto e dottrina in tutta la Britannia. 
Merlino a questo punto intraprende la strada del ritorno ma sulla via di casa si rende conto che un esercito diviso in diverse bande si trova poco fuori i confini del territorio di Camulod: si tratta della nuova offensiva di Lot. Il re di Cornovaglia forte dei bottini dei pirati che partono dalle sue coste ha arruolato un nuovo esercito di barbari provenienti da ogni parte e ha lanciato un nuovo attacco alla colonia.
Nel combattimento che segue Merlino riceve un colpo in testa che quasi lo uccide. Una volta ripresosi, i suoi amici si rendono conto che il giovane è in preda ad una amnesia totale. Per un anno e più Merlino deve reimparare tutto della sua vita. Durante la sua convalescenza viene a conoscenza della morte di Deirdre con in grembo il suo bambino. Uther nel frattempo prende il comando dell'esercito del suo popolo e di molte forze di Camulod e le guida a sud-ovest in una campagna contro Lot.
Durante una visita alla tomba della defunta moglie, Merlino riacquista tutto insieme la sua memoria e dopo aver trovato un mazzafrusto nel lago della valle di Avalon si convince che sia stato Uther ad aver ucciso Deidrdre. Quindi, senza aver detto a nessuno dei suoi propositi di vendetta, parte alla ricerca di Uther mandando Donuil a chiamare suo fratello Ambrogio alla colonia così da non lasciare Camulod senza una guida.
Durante la sua ricerca si imbatte in un locandiere che scopre essere il figlio primogenito del vecchio fabbro Equo, l'amico di Publio Varro, che indirizza a Camulod. Dal suo terrore con cui parla in equal misura sia di Lot che di Uther e Camulod, Merlino capisce che ormai quella guerra si è trasformata in una faccenda personale fra i due sovrani.
Proseguende il suo viaggio incontra il campo di battaglia dove l'esercito di Uther è stato distrutto a seguito di una trappola di Lot. Parlando con alcuni sopravvissuti Merlino si rende conto che nell'ultimo anno Uther aveva allacciato una relazione segreta con Ygraine, sposa di Lot e sorella di Donuil e Deirdre, che era divenuta la sua spia presso Lot. I due divenuti amanti avevano anche concepito un figlio.
Proseguende il suo cammino Merlino si imbatte anche nel cadavere di Lot stesso appeso ad un albero con mani e piedi tagliati. Da esso recupera il suo anello con sigillo.
Il romanzo si conclude con Merlino che assiste alla morte di Ygraine e della sua scorta mentre cercavano di trarsi in salvo su una barca. Viene anche informato della morte di Uther di cui aveva già avuto dei sogni premonitori.
Le ultime pagine vedono Merlino mentre va alla deriva su quella barca con un neonato stretto al petto. Si tratta del figlio di Uther e Ygraine, nelle cui vene scorre il sangue dell'Alto re di Ibernia Athol per parte di madre e il sangue dei Pendragon e dei Britannico per parte di padre. Si tratta di Artù

## Edizioni
- Jack Whyte, La stirpe dell'aquila, traduzione di Susanna Bini, collana Pocket, Piemme, 2001,  p. 524, ISBN 88-384-4814-0.